# Facultad de Letras de Vitoria
La Facultad de Letras de Vitoria (en euskera Letren Fakultatea, conocido hasta el 2010 como Facultad de Filología y Geografía e Historia, en euskera Filologia eta Geografi-Historia Fakultatea) es la facultad de letras de la Universidad del País Vasco (España). Prepara y expide los grados de Estudios Vascos, Estudios Ingleses, Filologías (Hispánica, Clásica, Francesa y Alemana), Traducción e interpretación, Historia, Historia del Arte y Geografía y Ordenación del Territorio.

## Instalaciones
La Facultad de Letras de Vitoria se ubica en el Campus de Álava de la Universidad del País Vasco en la zona sur de la ciudad de Vitoria. La facultad está compuesta desde 1997 por dos edificios. Uno de ellos es el principal (Edificio A) y el otro es el anexo (Edificio B), que fue rehabilitado por la Diputación Foral de Álava.
El edificio principal cuenta con tres plantas, mientras que el edificio anexo tiene dos plantas más un sótano.
Las instalaciones de investigación con las que cuenta la facultad están equipadas con avanzadas tecnologías. Entre estas instalaciones de investigación podemos destacar los laboratorios multimedia de autoaprendizaje, los laboratorios de idiomas, laboratorios de interpretación e idiomas, laboratorio de fonética, laboratorio de psicolingüística, laboratorios de geografía, prehistoria y arqueología, etc.
Además de estas instalaciones avanzadas también hay en la facultad otros servicios, como reprografía, aulas de ordenadores, cafetería...